# Лакомица
Лакомица — деревня в Великолукском районе Псковской области России. Входит в состав сельского поселения «Переслегинская волость».
Расположена на западе района, в 6 км к северо-западу от райцентра Великие Луки и в 2 км к юго-востоку от волостного центра Переслегино.

## Население
| 2001 | 2002 | 2010 |
| ---- | ---- | ---- |
| 35   | ↘23  | ↘22  |